# Коммунистический проект (политическая ассоциация)
Революционная марксистская ассоциация — Коммунистический проект, КП (итал. Associazione marxista rivoluzionaria — Progetto comunista, AMR Progetto Comunista) — троцкистская организация внутри итальянского Движения за коммунистическую рабочую партию; до 2006 года действовала как течение внутри Партии коммунистического возрождения. Предшественник — Революционная марксистская ассоциация «Предложение» (Associazione marxista rivoluzionaria «Proposta»). В 2007 году на её базе создана Коммунистическая рабочая партия (итал. Partito Comunista dei Lavoratori, PCL).
После присоединения в мае 2006 года ПКВ к правительству Романо Проди, а также расхождений с другими тенденциями внутри ПКВ — «Sinistra Critica» и «L’Ernesto», — группа лидеров ПКВ вышла из неё, и основала Движение за коммунистическую рабочую партию (Movimento Costitutivo del Partito Comunista dei Lavoratori, ДЗКРП). Группа КП также выходит из ПКВ и присоединяется к ДЗКРП в качестве течения.
КП входит в Координационный комитет за возрождение Четвёртого интернационала — международное объединение, созданное в 2004 году в Буэнос-Айресе и объединяющее также несколько небольших организаций из Аргентины, Уругвая, Греции, Израиля и Палестины и США.
Лидерами Ассоциации являются Марко Феррандо (Marco Ferrando) и Франко Гризолья (Franco Grisolia).